# 妙寺駅
妙寺駅（みょうじえき）は、和歌山県伊都郡かつらぎ町丁ノ町にある、西日本旅客鉄道（JR西日本）和歌山線の駅である。

## 歴史
- 1900年（明治33年）11月25日：紀和鉄道の橋本駅 - 粉河駅間延伸により開業[1][2]。
- 1904年（明治37年）8月27日：紀和鉄道の路線が関西鉄道に買収され、同社の駅となる[1]。
- 1907年（明治40年）10月1日：関西鉄道が鉄道国有法により国有化され、帝国鉄道庁の駅となる[1][2]。
- 1909年（明治42年）10月12日：線路名称が制定され、和歌山線の所属となる[1]。
- 1982年（昭和57年）10月1日：貨物の取り扱いを廃止[2]。
- 1984年（昭和59年）10月20日：荷物扱い廃止[2]。
- 1987年（昭和62年）4月1日：国鉄分割民営化により、西日本旅客鉄道の駅となる[1][2]。
- 2020年（令和2年）3月14日：ICカード「ICOCA」が利用可能となる[3]。

## 駅構造
単式2面2線のホームを持つ行違い可能な地上駅。駅舎側のホームが1番（下り）のりば、無蓋跨線橋を渡った先が2番（上り）のりば。2番のりばは元島式であったが、中線の部分の線路は取り外されている。また、王寺方・和歌山方ともに安全側線が設置されている。
橋本駅管理の無人駅であるが、かつて駅員が配置されていたため駅舎が有り、現在はこの駅舎に「観光物産センター・妙寺駅マルシェ」が入居している。トイレは、改札外にある。

### のりば
| のりば | 路線     | 方向 | 行先             |
| ------ | -------- | ---- | ---------------- |
| 1      | 和歌山線 | 下り | 粉河・和歌山方面 |
| 2      | 和歌山線 | 上り | 橋本・五条方面   |

## 利用状況
1日の平均乗車人員は以下の通りである。
| 年度               | 1日平均 乗車人員 |
| ------------------ | ---------------- |
| 1998年（平成10年） | 570              |
| 1999年（平成11年） | 559              |
| 2000年（平成12年） | 561              |
| 2001年（平成13年） | 538              |
| 2002年（平成14年） | 468              |
| 2003年（平成15年） | 452              |
| 2004年（平成16年） | 474              |
| 2005年（平成17年） | 466              |
| 2006年（平成18年） | 469              |
| 2007年（平成19年） | 465              |
| 2008年（平成20年） | 486              |
| 2009年（平成21年） | 458              |
| 2010年（平成22年） | 486              |
| 2011年（平成23年） | 456              |
| 2012年（平成24年） | 418              |
| 2013年（平成25年） | 413              |
| 2014年（平成26年） | 403              |
| 2015年（平成27年） | 367              |
| 2016年（平成28年） | 342              |
| 2017年（平成29年） | 301              |
| 2018年（平成30年） | 277              |
| 2019年（令和元年） | 266              |
| 2020年（令和2年）  | 227              |
| 2021年（令和3年）  | 241              |
| 2022年（令和4年）  | 231              |

## 駅周辺
- かつらぎ町立妙寺中学校
- かつらぎ公園
- 平和祈念像（平和地蔵尊）
- 妙寺区検察庁
- 丹生酒殿神社 - 世界遺産「紀伊山地の霊場と参詣道」に追加登録された高野参詣道の一つ「三谷坂」の起点
- かつらぎ町コミュニティバス「妙寺」停留所

## タクシー路線
かつてはかつらぎ町コミュニティバスの河南コースが妙寺駅前を経由していたが、2021年（令和3年）4月1日からはデマンドタクシーの運行に変更された。
- かつらぎ町デマンドタクシー[7]
  - 妙寺ルート
  - 河南東ルート

## 隣の駅
西日本旅客鉄道（JR西日本）
 和歌山線
■快速（粉河駅以東各駅停車）・■普通
中飯降駅 - 妙寺駅 - 大谷駅

#### 本文中の出典
1. 1 2 3 4 5 6  曽根悟（監修） 著、朝日新聞出版分冊百科編集部 編『週刊 歴史でめぐる鉄道全路線 国鉄・JR』 42号 阪和線・和歌山線・桜井線・湖西線・関西空港線、朝日新聞出版〈週刊朝日百科〉、2010年5月16日、20-21頁。
2. 1 2 3 4 5  石野哲（編）『停車場変遷大事典 国鉄・JR編 Ⅱ』（初版）JTB、1998年10月1日、362頁。ISBN 978-4-533-02980-6。
3. ↑  『2020年春ダイヤ改正について』（PDF）（プレスリリース）西日本旅客鉄道和歌山支社、2019年12月13日。オリジナルの2021年1月4日時点におけるアーカイブ。2021年1月8日閲覧。
4. 1 2  “妙寺駅｜時刻表：JRおでかけネット”. JRおでかけネット.   西日本旅客鉄道. 2022年9月27日閲覧。
5. ↑  広報かつらぎ 平成26年5月号（2014年6月5日アーカイブ） - 国立国会図書館Web Archiving Project、4ページ、2022年3月5日閲覧
6. ↑  広報かつらぎ 令和3年2月号、24ページ、かつらぎ町公式ホームページ、2022年3月5日閲覧
7. ↑  “かつらぎ町公共交通ネットワーク図”. コミュニティバス・デマンドタクシーについて.   かつらぎ町 (2022年8月23日). 2022年11月11日閲覧。

#### 利用状況の出典
和歌山県統計年鑑
1. ↑  “和歌山県統計年鑑（平成12年度刊行） 11 鉄道輸送” (xls).   和歌山県 (2000年). 2022年3月5日閲覧。
2. ↑  “和歌山県統計年鑑（平成13年度刊行） 11 鉄道輸送” (xls).   和歌山県 (2001年). 2022年3月5日閲覧。
3. ↑  “和歌山県統計年鑑（平成14年度刊行） 11 鉄道輸送” (xls).   和歌山県 (2002年). 2022年3月5日閲覧。
4. ↑  “和歌山県統計年鑑（平成15年度刊行） 11 鉄道輸送” (xls).   和歌山県 (2003年). 2022年3月5日閲覧。
5. ↑  “和歌山県統計年鑑（平成16年度刊行） 11 鉄道輸送” (xls).   和歌山県 (2004年). 2022年3月5日閲覧。
6. ↑  “和歌山県統計年鑑（平成17年度刊行） 11 鉄道輸送” (xls).   和歌山県 (2005年). 2022年3月5日閲覧。
7. ↑  “和歌山県統計年鑑（平成18年度刊行） 11 鉄道輸送” (xls).   和歌山県 (2006年). 2022年3月5日閲覧。
8. ↑  “和歌山県統計年鑑（平成19年度刊行） 11 鉄道輸送” (xls).   和歌山県 (2007年). 2022年3月5日閲覧。
9. ↑  “和歌山県統計年鑑（平成20年度刊行） 11 鉄道輸送” (xls).   和歌山県 (2008年). 2022年3月5日閲覧。
10. ↑  “和歌山県統計年鑑（平成21年度刊行） 11 鉄道輸送” (xls).   和歌山県 (2009年). 2022年3月5日閲覧。
11. ↑  “和歌山県統計年鑑（平成22年度刊行） 11 鉄道輸送” (xls).   和歌山県 (2010年). 2022年3月5日閲覧。
12. ↑  “和歌山県統計年鑑（平成23年度刊行） 11 鉄道輸送” (xls).   和歌山県 (2011年). 2022年3月5日閲覧。
13. ↑  “和歌山県統計年鑑（平成24年度刊行） 11 鉄道輸送” (xls).   和歌山県 (2012年). 2022年3月5日閲覧。
14. ↑  “和歌山県統計年鑑（平成25年度刊行） 11 鉄道輸送” (xls).   和歌山県 (2013年). 2022年3月5日閲覧。
15. ↑  “和歌山県統計年鑑（平成26年度刊行） 11 鉄道輸送” (xls).   和歌山県 (2014年). 2022年3月5日閲覧。
16. ↑  “和歌山県統計年鑑（平成27年度刊行） 11 鉄道輸送” (xls).   和歌山県 (2015年). 2022年3月5日閲覧。
17. ↑  “和歌山県統計年鑑（平成28年度刊行） 11 鉄道輸送” (xls).   和歌山県 (2016年). 2022年3月5日閲覧。
18. ↑  “和歌山県統計年鑑（平成29年度刊行） 11 鉄道輸送” (xls).   和歌山県 (2017年). 2022年3月5日閲覧。
19. ↑  “和歌山県統計年鑑（平成30年度刊行） 11 鉄道輸送” (xls).   和歌山県 (2018年). 2022年3月5日閲覧。
20. ↑  “和歌山県統計年鑑（令和元年度刊行） 11 鉄道輸送” (xls).   和歌山県 (2019年). 2022年3月5日閲覧。
21. ↑  “和歌山県統計年鑑（令和2年度刊行） 11 鉄道輸送” (xls).   和歌山県 (2020年). 2022年3月3日閲覧。
22. ↑  “和歌山県統計年鑑（令和3年度刊行） 11 鉄道輸送” (xlsx).   和歌山県 (2021年). 2024年7月15日閲覧。
23. ↑  “和歌山県統計年鑑（令和4年度刊行） 11 鉄道輸送” (xlsx).   和歌山県 (2022年). 2024年7月15日閲覧。
24. ↑  “和歌山県統計年鑑（令和5年度刊行） 11 鉄道輸送” (xls).   和歌山県 (2023年). 2024年7月15日閲覧。